# Пеїо
Пеїо (італ. Peio) — муніципалітет в Італії, у регіоні Трентіно-Альто-Адідже, провінція Тренто.
Пеїо розташоване на відстані близько 520 км на північ від Рима, 50 км на північний захід від Тренто.

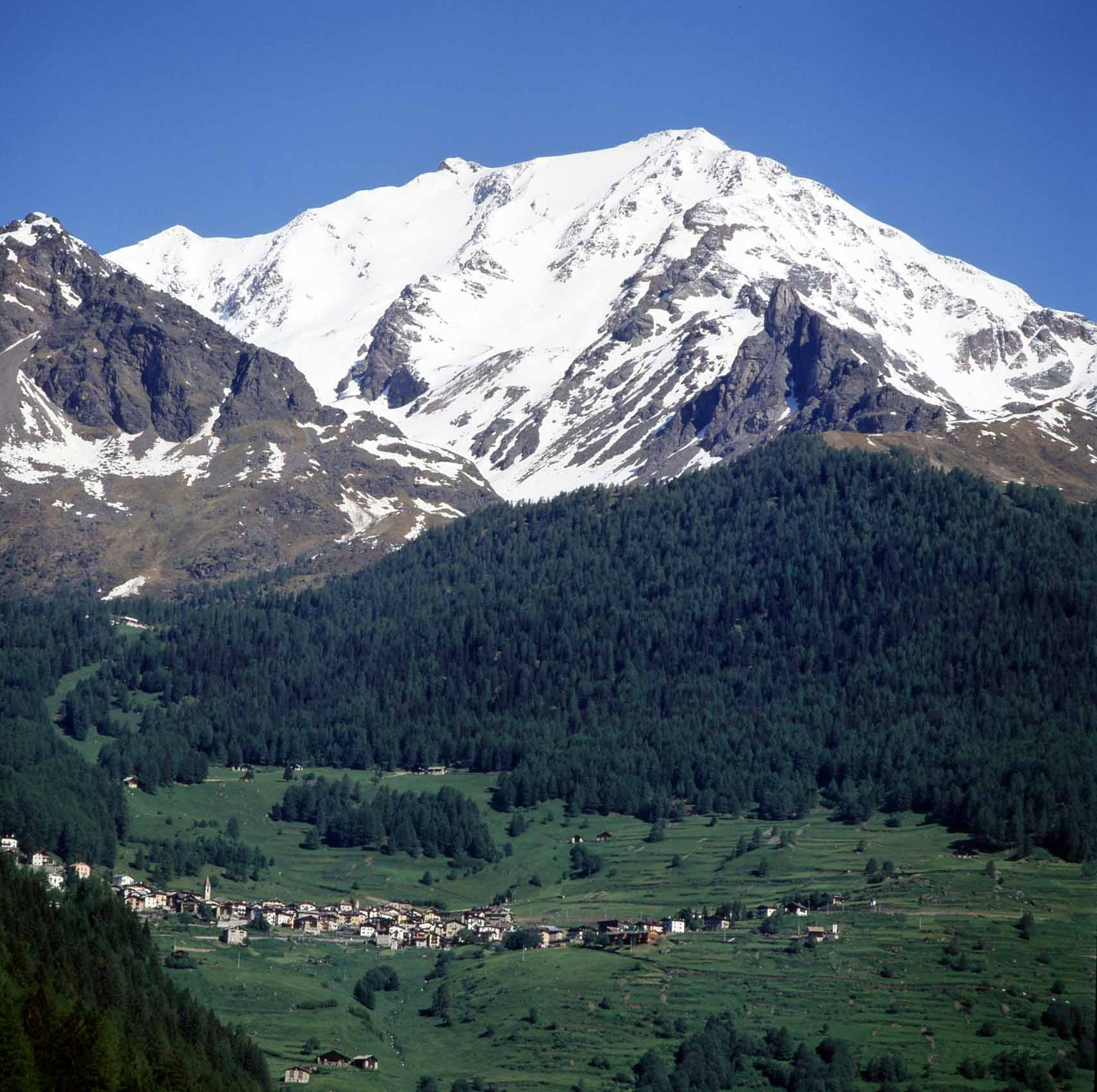

Населення — 1862 особи (2014).

## Демографія
Населення за роками:

Станом на 1 січня 2023 року в муніципалітеті офіційно проживало 68 іноземців з 21 країни, серед них 41 громадянин країн Євросоюзу.

## Сусідні муніципалітети
- Мартелло
- Оссана
- Пелліццано
- Понте-ді-Леньо
- Раббі
- Вальфурва
- Вермільйо